# Luís Eduardo Magalhães (Bahia)
Luís Eduardo Magalhães és un municipi brasiler de l'estat de Bahia. És localitzat a l'extrem oest de l'estat, a 73 km de la frontera amb l'estat de Tocantins. La seva població en 2020 s'estima en 90.162 habitants, segon el cens del IBGE. El municipi obté una área de 4.018,778 km² i fica a 720 metres al nivell del mar.

## Història
Antigament en el periode colonial, la regió on s'situa el municipi pertanyia a la capitania de Pernambuco fins al 1824, quan Pere I va passar el territori a Minas Gerais com a càstig per l'intent d'independència de les Terres Pernambucanes coneguda com la confederació de l'Equador. Tres anys després, la regió fou repassat a Bahia, on roman avui. La àrea del municipi pertanyia a tres ciutats, Cotegipe, Angical i per acabar, Barreiras i era deshabitat fins a principis dels anys 80, quan els agricultors del sud brasiler van descobrir terres potencials per cultivar a la regió. Amb això en el territori va ser format el poble de Mimoso do Oeste, per al progrés de l'agricultura local. El poblat va convertir en districte el 1997 i el 30 de març del 2000, és emancipat de Barreiras, s'transformant en ciutat amb el seu nom actual, en honor del polític Luís Eduardo Magalhães, fill de l'exgovernador de l'estat Antônio Carlos Magalhães.

## Demografia
La seva població d'acord amb el cens 2020 del IBGE és de 90.162 habitants, sent la trentena-quarta ciutat més poblada de l'estat, i el primer de la microrregió de Barreiras. La ciutat ha tingut un gran augment d'habitants des de la seva fundació per la seva ubicació i la seva forta inversió en agroindústria. En els censes anteriors, la ciutat en la seva fundació tenia 18.932 persones i en 2010, ultim realitzat, obtenix 60.105 habitants.
En el ultim cens sobre l'habitatge, el municipi registrat 54.881 persones vivien a la zona urbana i, a la zona rural, van registrar 5.224 persones en total.